# 이어 (언어)
이어(彝語, Yi)는 중국 남서부의 이족이 사용하는 로로어군 계통 언어를 통칭하는 말이다. 이 문자로 표기되며, 중국에서는 북부 방언을 기반으로 표준 이어가 제정되어 교육 등에 쓰이고 있다. 다만 학술적으로 이어는 그 자체로 독자적인 분파라기보다는 로로어군의 여러 언어로 구성된다고 여겨지는 경우가 많다.

## 방언
중국 정부에서는 6개의 방언 구획을 사용한다. 학술적 구분과는 일치하지 않는 경우가 있다.
- 북부 방언(눠쑤어): 화자 수 약 180만 명.
- 동부 방언(나쑤어): 화자 수 약 150만 명.
- 남부 방언(니쑤어): 화자 수 약 100만 명.
- 서부 방언(라뤄어): 화자 수 약 90만 명.
- 중부 방언: 화자 수 약 50만 명.
- 동남부 방언: 화자 수 약 40만 명.

## 같이 보기
- 이족
- 로로어군
- 눠쑤어